# Origma
Origma – rodzaj ptaków z podrodziny buszówek (Acanthizinae) w rodzinie buszówkowatych (Acanthizidae).

## Zasięg występowania
Rodzaj obejmuje gatunki występujące w południowo-wschodniej Australii, na Nowej Gwinei i kilku sąsiednich wyspach.

## Morfologia
Długość ciała 12–15 cm; masa ciała około 14,5 g.

## Systematyka

### Etymologia
- Origma (Orygma): gr. ορυγμα orugma, ορυγματος orugmatos „kopalnia, tunel, wykop”, od ορυσσω orussō „kopać”[8].
- Crateroscelis: gr. κρατερος krateros „tęgi, silny”; σκελος skelos, σκελεος skeleos „noga”[9]. Gatunek typowy: Brachypteryx murinus P.L. Sclater, 1858.
- Origmella: rodzaj Origma Gould, 1838; łac. przyrostek zdrabniający -ella[10].

### Podział systematyczny
Do rodzaju należą następujące gatunki:
- Origma solitaria (Lewin, 1808) – sakiewnik
- Origma murina (P.L. Sclater, 1858) – paprotek płowy
- Origma robusta (De Vis, 1898) – paprotek górski